# IJsland op het Eurovisiesongfestival 2004
IJsland nam deel aan het Eurovisiesongfestival 2004 in Istanboel, Turkije. Het was de 17de deelname van het land op het Eurovisiesongfestival. De inzending werd gekozen via een interne selectie. RUV was verantwoordelijk voor de IJslandse bijdrage voor de editie van 2004.

## Selectieprocedure
Voor het eerst sinds 1999 koos men ervoor de nationale selectie Söngvakeppni Sjónvarpsins achterwege te laten en werd een interne selectie georganiseerd.
Er werd gekozen voor de populaire IJslandse zanger Jónsi met het lied Heaven.

## In Istanboel
Op het Eurovisiesongfestival werd voor het eerst een halve finale georganiseerd, maar IJsland hoefde hier, door de goede prestatie in 2003, niet in aan te treden en mocht direct naar de finale. Hierin moest IJsland aantreden als 17de, na Griekenland en voor Ierland. Aan het einde van de puntentelling bleek dat Jónsi op de negentiende plaats was geëindigd met 16 punten.
Nederland en België hadden geen punten over voor deze inzending.

### Gekregen punten

#### Finale
| 12 punten            | 10 punten | 8 punten | 7 punten                         | 6 punten |
| -------------------- | --------- | -------- | -------------------------------- | -------- |
|                      |           |          |                                  |          |
| 5 punten             | 4 punten  | 3 punten | 2 punten                         | 1 punt   |
| - Monaco - Noorwegen |           |          | - Denemarken - Finland - Rusland |          |

### Punten gegeven door IJsland

#### Halve Finale
Punten gegeven in de halve finale:
| 12 punten | Denemarken  |
| 10 punten | Oekraïne    |
| 8 punten  | Cyprus      |
| 7 punten  | Estland     |
| 6 punten  | Griekenland |
| 5 punten  | Nederland   |
| 4 punten  | Albanië     |
| 3 punten  | Finland     |
| 2 punten  | Malta       |
| 1 punt    | Wit-Rusland |

#### Finale
Punten gegeven in de finale:
| 12 punten | Oekraïne             |
| 10 punten | Cyprus               |
| 8 punten  | Zweden               |
| 7 punten  | Servië en Montenegro |
| 6 punten  | Griekenland          |
| 5 punten  | Turkije              |
| 4 punten  | Albanië              |
| 3 punten  | Polen                |
| 2 punten  | Verenigd Koninkrijk  |
| 1 punt    | Spanje               |